# ليف نيلسن
ليف نيلسن (بالدنماركية: Leif Nielsen)‏ ، من مواليد 28 مايو 1942 ، لاعب كرة قدم دنماركي سابق.
لعب مع منتخب الدنمارك لكرة القدم.

## روابط خارجية
- ليف نيلسن على موقع الاتحاد الدولي (مؤرشف)  (الإنجليزية)
- ليف نيلسن على موقع قاعدة بيانات كرة القدم.إي يو (الإنجليزية)
- ليف نيلسن على موقع ناشيونال فوتبول تيمز (الإنجليزية)